# Nguyễn Phúc Nhàn Tuệ
Nguyễn Phúc Nhàn Tuệ (chữ Hán: 阮福嫻慧; 18 tháng 12 năm 1835 – 10 tháng 2 năm 1863), phong hiệu Mỹ Thuận Công chúa (美順公主), là một công chúa con vua Minh Mạng nhà Nguyễn trong lịch sử Việt Nam.

## Tiểu sử
Hoàng nữ Nhàn Tuệ sinh ngày 29 tháng 10 (âm lịch) năm Ất Mùi (1835), là con gái thứ 50 của vua Minh Mạng, mẹ là Lục giai Tiệp dư Nguyễn Thị Viên. Công chúa Nhàn Tuệ là người con thứ tư của bà Tiệp dư.
Năm Tự Đức thứ 6 (1853), công chúa lấy chồng là Phò mã Đô úy Phạm Hữu Hóa, người Thừa Thiên, con trai của Tổng đốc Hà Ninh, hàm Thái bảo, Tân Phước Quận công Phạm Hữu Tâm. Phò mã Hóa trước làm Thái bộc tự khanh Tá lý bộ Công, về sau bị giáng 2 trật và cho về quê quán. Công chúa và phò mã có với nhau ba con trai và hai con gái.
Năm Tự Đức thứ 15, Nhâm Tuất (năm dương lịch là 1863), ngày 23 tháng 12 (âm lịch), công chúa Nhàn Tuệ mất, hưởng dương 28 tuổi, được truy tặng làm Mỹ Thuận Công chúa (美順公主), thụy là Đoan Mỹ (端美).
Tẩm mộ của công chúa Mỹ Thuận hiện nay tọa lạc tại xã Hương Toàn, Hương Trà (thành phố Huế). Ngôi mộ của công chúa đã bị đào trộm nhiều lần, vòng thành ngoại bao quanh lăng đã bị sụp đổ hoàn toàn; tấm bia đá của bà cũng đã bị vỡ đôi. Nhà thờ của công chúa Mỹ Thuận được dựng ở làng Cổ Lão (cũng trong xã Hương Toàn), gần nhà thờ họ Phạm Hữu chồng bà.